# Diplodus annularis
El raspallón o esparrallón (también mojarra rubia, sargo anular o alfajoa),
(Diplodus annularis) es un pez de la familia de los Sparidae y del orden de los perciformes.

## Morfología
Mide unos 15 cm aunque puede llegar a 30cm. El raspallón posee un cuerpo comprimido y alto con una única aleta dorsal.
Su coloración es brillante plateada y los jóvenes con bandas verticales más o menos visibles. Tiene una mancha negra en el pedúnculo caudal en forma de anillo que es muy característica. También muestra una mancha oscura por encima de la base de los pectorales.

## Alimentación
El raspallón o esparrallón se alimenta de posidonia, ya que la mayoría de las veces los encuentras en lugares de posidonia y roca. También se alimentan de pequeños crustacios y gusanos.

## Hábitat
Vive en fondos rocosos, en rocas con abundante vegetación, arenas y fangos. Se le localiza a menudo en radas, puertas y escolleras. Se le encuentra en el litoral entre 1 y 50 metros.

## Reproducción
Se reproduce entre febrero y septiembre.Suele alcanzar su madurez sexual a los 10 cm. Puede presentar sexos separados o ser hermafrodita proterándrico.

## Pesca
Se pesca con caña y con redes. Los mejores sitios donde pescarlos con caña son lugares de roca con abundantes matorrales de posidonia. Los pescadores profesionales de redes les suelen entrar ya que suelen ir acompañados de otras especies.